# Susanna Hoffs
 (octobre 2022).
Si vous disposez d'ouvrages ou d'articles de référence ou si vous connaissez des sites web de qualité traitant du thème abordé ici, merci de compléter l'article en donnant les références utiles à sa vérifiabilité et en les liant à la section « Notes et références ».
Susanna Lee Hoffs, née le 17 janvier 1959 à Los Angeles, Californie, est une chanteuse et musicienne américaine.

## Biographie
Susanna Lee Hoffs est issue d'une famille juive vivant dans les quartiers ouest de Los Angeles. Toute petite, sa mère Tamar Simon Hoffs lui jouait des musiques des Beatles et elle a commencé à jouer de la guitare dans son adolescence.
En 1980, elle décroche son baccalauréat en arts à l'université de Californie avant de fonder l'année suivante le groupe The Bangles avec les sœurs Vicki et Debbi Peterson. Chanteuse principale du groupe, elle interprète de sa voix unique les plus grands hits des Bangles : Manic Monday, If She Knew What She Wants (en), Eternal Flame, ...
En 1987, Hoffs est la vedette du film The Allnighter, réalisé par sa mère, avec comme autres stars Joan Cusack, Pam Grier et Dedee Pfeiffer. L'une des scènes mythiques de ce film la présente dansant langoureusement en sous-vêtements devant un miroir sur le hit d'Aretha Franklin, Respect. 
Avec sa notoriété croissante, Hoffs fait aussi la couverture de nombreux magazines et signe un modèle de guitare chez Rickenbacker, la 350SH (SH comme Susanna Hoffs).

## Vie privée
Depuis 1993, Hoffs est l'épouse du cinéaste Jay Roach. Ils ont deux fils, Jackson (né en 1995) et Sam (né en 1998). Elle est végétarienne depuis plus de trente ans.

## Carrière musicale

### The Bangles
Le premier album All Over the Place (en) paraît en 1984 mais c'est deux ans plus tard que leur carrière commerciale commence réellement, avec leur disque Different Light. Deux singles en seront issus : Manic Monday et Walk Like an Egyptian.
Bien que les Bangles n'aient pas de chanteuse attitrée — les différents membres chantant à tour de rôle —, Hoffs est perçue par de nombreux fans comme étant la chanteuse du groupe et c'est tout naturellement que les médias lui prêtent davantage attention, ce qui crée des tensions dans le groupe.
The Bangles sort son troisième album, Everything, en 1988, avec leur meilleure vente en single, Eternal Flame, coécrit et chanté par Hoffs.
En 1989, le groupe se sépare. Toutefois, à la fin des années 1990, Hoffs contacte les autres membres dans l'espoir de réunification. C'est ainsi qu'en 1999 elles enregistrent le single Get the Girl pour le film Austin Powers 2 : L'Espion qui m'a tirée, réalisé par l'époux de Hoffs, Jay Roach, et qu'elles reforment officiellement le groupe en 2000. Leur quatrième album, Doll Revolution (en), est ainsi publié en 2003 et le cinquième, Sweetheart of the Sun (en), huit années après.

### En solo
En 1989, Hoffs quitte le groupe The Bangles pour entamer sa carrière solo. En 1991, elle sort son premier album, When You're a Boy (en), dont sont tirés trois singles : My Side of the Bed (en), Only Love et Unconditional Love, une reprise de Cyndi Lauper.
En 1996, sort son deuxième opus, Susanna Hoffs (en). Suivront Someday (en) en 2012 et Bright Lights (en) en 2021.

## Discographie

### En solo
- When You're a Boy, 1991
- Susanna Hoffs, 1996
- Someday, 2012
- Bright Lights, 2021
- The Lost Record, 2024

### Avec The Bangles
- The Bangles (EP), 1982
- All Over the Place, 1984
- Different Light, 1986
- Everything, 1988
- Greatest Hits (en), 1990
- Doll Revolution, 2003
- Sweetheart of the Sun, 2011

### AvecMatthew Sweet
- Under the Covers, Vol. 1, 2006
- Under the Covers, Vol. 2, 2009
- Under The Covers, Vol. 3, 2013